# Paola Rojas (giornalista)
Paola Rojas Hinojosa (Città del Messico, 20 novembre 1976) è una giornalista messicana.

## Biografia
La carriera della Rojas è iniziata alla radio Vox FM, dove ha lavorato al fianco del famoso giornalista messicano Ricardo Rocha nel programma Detrás de la Noticia. Non molto tempo dopo, si è trasferita alla Telehit, dove ha lavorato con Horacio Villalobos a Válvula de Escape .
Nel 2002, ha anche partecipato come giudice al reality show Popstars e poi ha condotto il suo programma chiamato Encuentros Cercanos accanto al suo grande amico Poncho Vera. Durante quel periodo ha presentato un altro programma radiofonico chiamato La Talacha a W Radio, insieme a Ricardo Zamora, Fernanda Tapia e Mariana del Valle. Ha anche fatto parte della squadra di Planeta 3, con Eduardo Videgaray e José Ramón San Cristóbal.
Successivamente, si è spostata al telegiornale El Cristal con que se mira e mesi dopo è entrata a far parte della redazione di Televisa come conduttrice di A las Tres che ancora oggi presenta. Conduce anche un programma settimanale di notizie in onda sulla rete Radio Formula. È ritenuta una delle donne di maggior successo di Televisa, motivo per cui ha ricevuto il premio Mujer Activa.